# Wadi al-Uyun (nahija)
Nahija Wadi al-Uyun (ar. ناحية وادي العيون)  je sirijska nahija u okrugu Masyaf u pokrajini Hama. Po popisu iz 2004. (prije rata), nahija je imala 12.951 stanovnika. Administrativno sjedište je u naselju Wadi al-Uyun.